# Płotno (gromada)
Płotno – dawna gromada, czyli najmniejsza jednostka podziału terytorialnego Polskiej Rzeczypospolitej Ludowej w latach 1954–1972.
Gromady, z gromadzkimi radami narodowymi (GRN) jako organami władzy najniższego stopnia na wsi, funkcjonowały od reformy reorganizującej administrację wiejską przeprowadzonej jesienią 1954 do momentu ich zniesienia z dniem 1 stycznia 1973, tym samym wypierając organizację gminną w latach 1954–1972.
Gromadę Płotno z siedzibą GRN w Płotnie utworzono – jako jedną z 8759 gromad na obszarze Polski – w powiecie pyrzyckim w woj. szczecińskim na mocy uchwały nr V/49/54 WRN w Szczecinie z dnia 5 października 1954. W skład jednostki weszły miejscowości Lubiana Nowa, Lubiana Pyrzycka, Nadarzyn i Płotno z dotychczasowej gromady Boguszyny, miejscowości Brzezina i Warszyn z dotychczasowej gromady Skrzany oraz miejscowość Płoszkowo z dotychczasowej gromady Dobropole Pyrzyckie ze zniesionej gminy Piasecznik w tymże powiecie. Dla gromady ustalono 12 członków gromadzkiej rady narodowej.
Gromada przetrwała do końca 1972 roku, czyli do kolejnej reformy gminnej.